# Монтелибретти
Монтелибретти (итал. Montelibretti) — коммуна в Италии, располагается в регионе Лацио, подчиняется административному центру Рим.
Население составляет 4518 человек, плотность населения составляет 103 чел./км². Занимает площадь 44 км². Почтовый индекс — 010. Телефонный код — 0774.
Покровителями коммуны почитаются Пресвятая Богородица, празднование во вторую субботу октября, и святитель Николай Мирликийский, чудотворец, празднование 10 мая.